# タミル統一解放戦線
タミル統一解放戦線（タミルとういつかいほうせんせん、タミル語: தமிழர் ஐக்கிய விடுதலை முன்னணி, シンハラ語: ද්‍රවිඩ එක්සත් විමුක්ති පෙරමුණ, 英語: Tamil United Liberation Front, 略称：TULF）は、スリランカの政党。

## 歴史
1972年5月4日、連邦党（ITAK）、セイロン労働者会議（CWC）、全セイロン・タミル会議（ACTC）の3政党が協力し、前身となるタミル統一戦線（TUF）が設立。その後1976年に現名称に改称し、タミル人の独立国家「タミル・イーラム」の実現を目指すようになった。この際、CWCはTULFへの参加を見送った。しかし、1980年代に入るとタミル民族主義の主導権がタミル・イーラム解放のトラ（LTTE）へと移り、TULFの影響力は小さくなった。
2001年の総選挙ではタミル国民連合（TNA）の一員として選挙に臨んだが、2004年選挙では親LTTE姿勢を示したTNAにTULF党首のV・アナンダサンガレが反発し、単独で候補者を出馬させた。しかし、この年以降の選挙においてTULFは国会議員を当選させられていない。

## 選挙結果
| 年   | 得票数  | 得票率（%） | 獲得議席数 | 増減     | 備考                                     |
| ---- | ------- | ----------- | ---------- | -------- | ---------------------------------------- |
| 1977 | 399,043 | 6.40%       | 18 / 225   | 18       |                                          |
| 1989 | 188,593 | 3.40%       | 10 / 225   | 8        |                                          |
| 1994 | 132,461 | 1.60%       | 5 / 225    | 3        |                                          |
| 2000 | 106,033 | 1.23%       | 5 / 225    | 増減なし |                                          |
| 2001 | 348,164 | 3.88%       | 15 / 225   | 10       | TNAとして選挙を行い、TULFからは7名が当選 |
| 2004 | 5,156   | 0.06%       | 0 / 225    | 15       |                                          |
| 2010 | 9,223   | 0.11%       | 0 / 225    | 増減なし |                                          |